# Markian Chachkevytch
Markian Semenovytch Chachkevytch (en ukrainien : Маркіян Семенович Шашкевич), né le 6 novembre 1811 à Pidlyssia (en) et mort le 7 juin 1843 à Nowosiółki, est un prêtre, écrivain, poète et traducteur ukrainien du royaume de Galicie et de Lodomérie.

## Biographie
Après des études de théologie à l'université de Lemberg, il officie dans un district rural en tant que prêtre de l'Église grecque-catholique ukrainienne. En parallèle, il se met à écrire et rejoint le mouvement Triade ruthène. Markian Chachkevytch est notamment connu pour avoir traduit une partie du Dit de la campagne d'Igor. Il repose au cimetière de Lytchakiv.

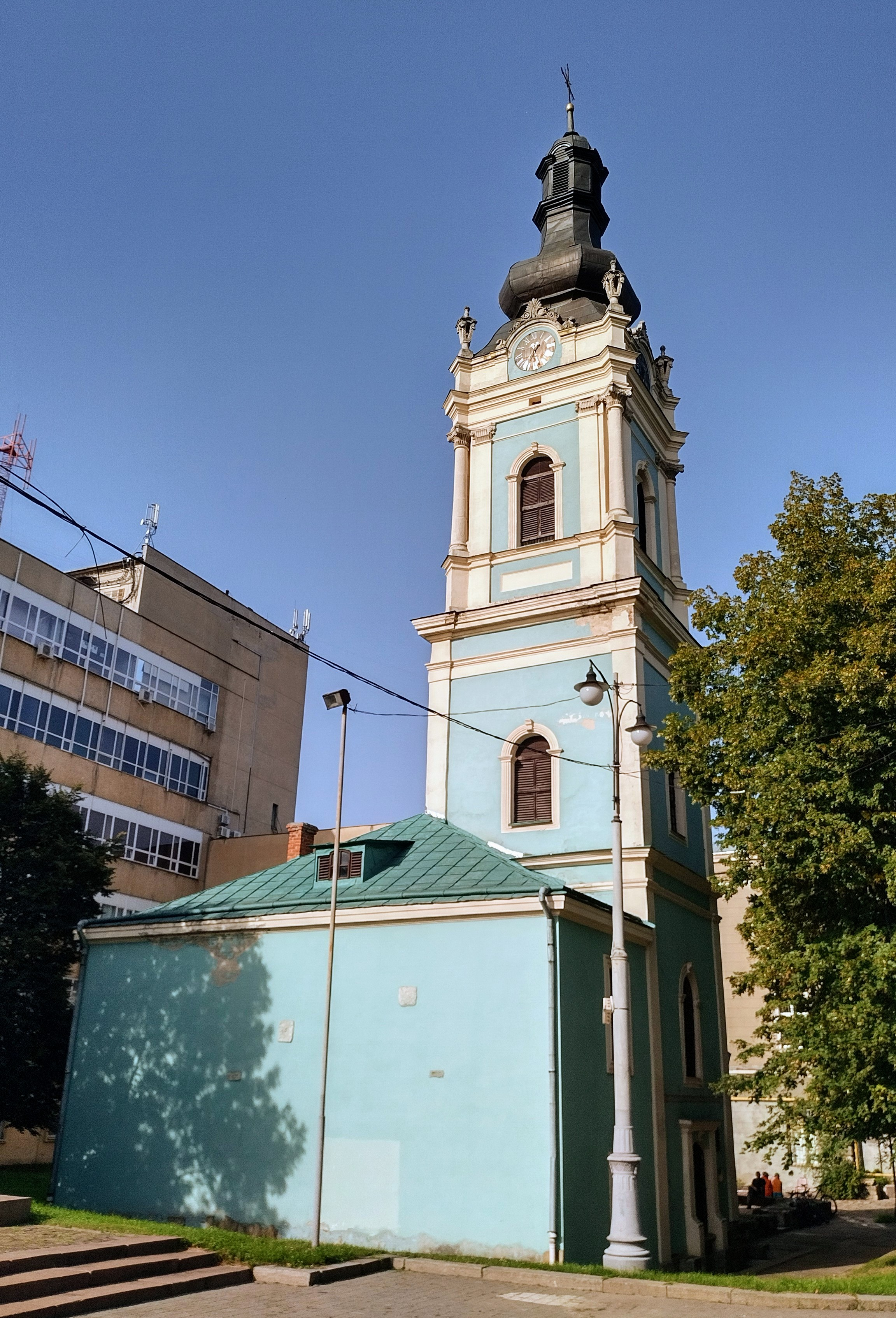
Musée « Sirène du Dniepr » dans la chapelle du séminaire où il étudait.

Des musées lui sont consacrés à Pidlyssia, Derevni, Nestanitchakh et Novossilkakh, ainsi qu'un musée affilié à la Galerie d'art de Lviv.